# Another Girl
«Another Girl» –en español: «Otra chica»– es una canción del grupo de rock The Beatles escrita por Paul McCartney pero acreditada a Lennon-McCartney. Aparece en el álbum Help! de 1965 y es parte la banda sonora de la película homónima.
Esta canción es una de las primeras donde McCartney toma el puesto de guitarrista. La secuencia del film donde aparece esta canción fue filmada en las Bahamas y muestra a la banda intercambiando sus instrumentos (John en batería, Ringo en guitarra y George en bajo). Tal vez por la falta de una guitarra para zurdos, Paul apareció con una chica en bikini tomándola como si fuera una guitarra.

## Personal
- Paul McCartney - voz principal de dos pistas y coros, bajo (Höfner 500/1 63') y guitarra eléctrica principal (Epiphone Casino)
- John Lennon- guitarra electroacústica rítmica (Gibson J-160e) y coros
- George Harrison- guitarra eléctrica rítmica (Fender Stratocaster), (Gretsch Tennessean) y coros
- Ringo Starr - batería (Ludwig Super Classic).